# Печ (Унгария)
 Тази статия е за града в Унгария.  За града в Косово вижте Печ (Косово).  
Печ (на унгарски: Pécs) е град в Югозападна Унгария, административен център на област Бараня.
Населението му е около 160 000 души. В Печ се намира най-старият университет в Унгария, основан през 1367 от крал Лайош I.
При настъплението на съюзническите войски през Втората световна война градът е превзет от части на българската армия.

## Побратимени градове
Печ е побратимен град с:
- Арад, Румъния
- Грац, Австрия
- Клуж-Напока, Румъния
- Кютахя, Турция
- Лахти, Финландия
- Лион, Франция
- Оломоуц, Чехия
- Осиек, Хърватия
- Сиатъл, САЩ
- Сливен, България
- Терачина, Италия
- Тузла, Босна и Херцеговина
- Тюсон, САЩ
- Фелбах, Германия